# Потапов, Степан Захарович
 Степан Захарович Потапов (30 июля 1860 — ?) — русский генерал-майор, герой Первой мировой войны.

## Биография
Окончил Михайловский технический институт (1877) и Тифлисское пехотное юнкерское училище (1883), откуда выпущен был прапорщиком в Кубанский 76-й пехотный полк.
Чины: подпоручик (1884), поручик (1888), штабс-капитан (1895), капитан (1898), подполковник (1905), полковник (1909), генерал-майор (1916).
В 1900 году окончил Офицерскую стрелковую школу. До 1911 года состоял штаб-офицером 19-го Туркестанского стрелкового полка. В 1911—1912 годах был комендантом города Асхабада.
19 декабря 1912 года назначен командиром 189-го Измаильского пехотного полка, с которым вступил в Первую мировую войну. Был награждён Георгиевским оружием
За то, что в бою у м. Старый Самбор с 2-го по 5-е октября 1914 года, будучи начальником боевого участка, не только отразил все настойчивые и яростные атаки противника, но переходом в контр-атаку нанес противнику поражение, захватив 1 пулемет и более 100 пленных
и орденом Святого Георгия 4-й степени
За то, что в течение боев с 7-го по 11-е марта 1915 года, в районе высоты Долина-гора в Карпатах, командуя полком, 8-го марта после упорного штыкового боя занял сильно укрепленный искусными преградами редут на вершине названной высоты. 9-го марта продолжая развивать предыдущие успехи, захватил следующие укрепленные высоты, взял в плен 6 офицеров, 900 нижних чинов и 4 пулемета. Несмотря на ожесточенную контратаку, держался на занятой высоте, а затем, перейдя в наступление и искусно руководя действиями полка, обошел противника с фланга и после упорного штыкового боя занял высоту, командующую всей укрепленной позицией австрийцев, 11-го марта, после целого ряда отбитых контратак противника, снова перешел всем полком в наступление, опрокинул неприятеля, и преследуя, нанес ему огромные потери, чем способствовал общему успеху
В 1916 году произведён в генерал-майоры с назначением командиром бригады 10-й пехотной дивизией. В 1917 году назначался командиром 56-й и 62-й пехотных дивизий.
С началом Гражданской войны в Народной армии Самарского Комуча — начальник гарнизона города Самары, командир 1-й Самарской стрелковой дивизии. С 1918 года командовал 3-й Иркутской стрелковой бригадой, Сибирской стрелковой кадровой дивизией, и с 1919 года 14-й Сибирской стрелковой дивизией и 4-й Сибирской стрелковой бригадой.
В 1920 году был арестован эсеро-меньшевистским Политцентром во время восстания в Иркутске, после освобождения жил в Самаре, работал техником. 16 декабря 1930 года арестован по статье 58-13. 23 августа 1931 года коллегией ОГПУ был освобождён с лишением прав проживания в 12 населённых пунктах.
23 ноября 1956 года был реабилитирован Куйбышевским областным судом, а 30 января 1993 года — прокуратурой Омской области.

## Награды
- Орден Святого Станислава 3-й степени (1895 г., мечи и бант к ордену в 1914 году);
- Орден Святой Анны 3-й степени (1898 г.);
- Орден Святого Станислава 2-й степени (1901 г., мечи и бант к ордену в 1914 году);
- Орден Святой Анны 2-й степени (1912 г., мечи и бант к ордену в 1915 году);
- Орден Святого Владимира 4-й степени с мечами и бантом (1915 год);
- Орден Святого Владимира 3-й степени с мечами и бантом (1915 год);
- Орден Святого Станислава 1-й степени с мечами (1916 год);
- Георгиевское оружие (ВП 10.11.1915 года);
- Орден Святого Георгия 4-й степени (ВП 5.02.1916 года);
- Орден Святой Анны 1-й степени с мечами (1917 год)